# 歐洲LGB人物列表
這是一份歐洲LGB人物列表清單，以現代人物為主，跨性別人物請見跨性別人物列表，歷史人物請見LGBT歷史人物列表。

## 南歐
- 西比拉·阿勒拉莫 Sibilla Aleramo（1876–1960），義大利，女性主義作家。[1]
- 佩德羅·阿莫多瓦 Pedro Almodóvar（1949–），西班牙，導演、編劇。[2]
- 歐亨尼奧·德·安德拉德（英语：Eugénio de Andrade） Eugénio de Andrade（1923–2005），葡萄牙，詩人。[3]
- 喬治·亞曼尼 Giorgio Armani（1934–），義大利，服裝設計師、企業家，亞曼尼創辦人。[4]
- 克里斯托瓦爾·巴隆夏加 Cristóbal Balenciaga（英语：Cristóbal Balenciaga）（1895–1972），西班牙，服裝設計師，巴黎世家創立者。[5]
- Greg Berlanti （1972–），美國籍，義大利編劇、導演。[6]
- 法蘭西斯科·波希 Francisco Bosch（英语：Francisco Bosch）（1982–），西班牙，演員、舞者。[7]
- 安東尼奧·博托（英语：António Botto） António Botto（1897–1959），葡萄牙，詩人。[8]
- 路易斯·塞努達 Luis Cernuda（1902–1963），西班牙，詩人、編劇。[9]
- 盧喬·達拉 Lucio Dalla（1943–2012），義大利，歌手。[10]
- 安德莉·埃萊夫特里奧（英语：Andri Eleftheriou） Andri Eleftheriou（1984–），賽普勒斯，射擊運動員。[11]
- 埃莱奥诺拉·杜斯 Eleonora Duse（1858–1924），義大利，演员。[12]
- 西魯斯·恩格勒（英语：Cyrus Engerer） Cyrus Engerer（1981– ），馬爾他，政治人物（工黨）。[13]
- 提傑安若·費洛 Tiziano Ferro（1980–），義大利，歌手。[14]
- 女神卡卡 （1986–），美國籍，義大利，歌手。[15]
- 斯特凡諾斯·卡塞拉基斯（英语：Stefanos Kasselakis） Stefanos Kasselakis（1988–），希臘，企業家、政治人物（激進左翼聯盟）。[16]
- 喬·可塔加納 Jon Kortajarena（英语：Jon Kortajarena）（1985–），西班牙，模特。[17]
- 費德里戈·加西亞·洛爾卡 Federico García Lorca（1898–1936），西班牙，詩人、編劇、劇團導演。[2]
- 迪米特里斯·米特羅普洛斯 Dimitris Mitropoulos（1896–1960），美國籍，希臘，音樂家。[18]
- 迪米特里斯·帕派約安努 Dimitris Papaioannou（英语：Dimitris Papaioannou）（1964–），希臘，劇團導演、編舞家。[19]
- 皮耶·保羅·帕索里尼 Pier Pasolini（1922–1975），義大利，導演、小說家、詩人。[2]
- 皮埃尔·德·波利尼亚克 Pierre de Polignac（1895–1964），摩納哥王子，波利尼亞克伯爵。[20]
- 朱奧·佩德洛·羅德利蓋斯 João Pedro Rodrigues（1966–），葡萄牙，導演。[21]
- 弗朗西斯柯·斯洛烏洛 Francesco Scavullo（英语：Francesco Scavullo）（1921–2004），美國籍，義大利，攝影師。[22]
- 亞尼斯·查羅契斯 Yannis Tsarouchis（英语：Yannis Tsarouchis）（1910–1989），希臘，男色畫家。[23]
- 赫蘇斯·托米列羅（英语：Jesús Tomillero） Jesús Tomillero（1994–），西班牙，足球裁判、社運人士。[24]
- 吉安尼·瓦蒂莫 Gianni Vattimo（英语：Gianni Vattimo）（1936–2023），義大利，藝評家、哲學家。[25]
- 赫蘇斯·瓦斯奎茲 Jesús Vázquez（英语：Jesús Vázquez (television presenter)）（1965–），西班牙，主持人、演員。[26]
- 格倫·維拉（英语：Glen Vella） Glen Vella（1983–），馬爾他，歌手。[27]
- 喬瓦尼·吉安尼·凡賽斯 Gianni Versace（1946–1997），義大利，服裝設計師，凡賽斯創辦人。[28]
- 盧奇諾·維斯康提 Luchino Visconti（1906–1976），義大利，導演。[2]
- 夏維爾·艾斯波特·薩莫拉（英语：Xavier Espot Zamora） Xavier Espot Zamora（1979–），安道爾，政治人物（安道爾民主主義者黨）、法官。[29]
- 法蘭高·齊費里尼 Franco Zeffirelli（1923–2019），義大利導演、政治人物（義大利力量黨）。[30]

## 東歐
- 雷·阿加揚（英语：Ray Aghayan） Ray Aghayan（1928–2011），美國，亞美尼亞裔，時尚和服裝設計師。[31]
- 謝爾蓋·亞歷山德羅維奇 Sergei Alexandrovich（1857–1905），俄羅斯帝國，皇室。[32]
- 尼可雷·亞歷克斯耶夫 Nikolay Alexeyev（英语：Nikolay Alexeyev）（1977–），俄國，社運人士、律師、記者。[33]
- 拉茲洛·阿馬希 László Almásy（英语：László Almásy）（1895–1951），匈牙利，貴族、飛行員、探險家，電影英倫情人原型。[34]
- 喬治·艾瑞森（英语：George Arison） George Arison（1977– ），美國籍，喬治亞人，企業家。[35]
- 勞爾·阿斯蘭（英语：Raoul Aslan） Raoul Aslan（1886–1958），奧地利，希臘和亞美尼亞裔，舞台演員，本名Tigran Aslanyan。[36]
- 阿齊斯 Azis（1978–），保加利亞，羅姆人，歌手。[37]
- 巴比·巴達洛夫 Babi Badalov（1959–），亞塞拜然（移民法國），亞塞拜然人和塔雷什人，藝術家、詩人。[38]
- 羅伯特·別德隆 Robert Biedroń（英语：Robert Biedroń）（1976–），波蘭，政治人物（新左翼）、社運人士。[39]
- 安娜·布納比奇 Ana Brnabić（1975–），塞爾維亞，政治人物（塞爾維亞前進黨）。[40]
- 謝爾蓋·達基列夫 Sergei Diaghilev（1872–1929），俄國（流亡海外），舞者、企業家。[41]
- 巴哈茲德·多達（英语：Bajazid Doda） Bajazid Elmaz Doda（1888–1933），阿爾巴尼亞，學者、攝影師。 [42]
- 亞當·喬吉耶夫 Adam Georgiev（英语：Adam Georgiev）（1980–），捷克，詩人、作家。[43]
- 德姆納·格瓦薩里亞（英语：Demna Gvasalia） Demna Gvasalia（1981–），喬治亞，服裝設計師。[44]
- 艾米爾·德·霍瑞 Elmyr de Hory（英语：Elmyr de Hory）（1906–1976），匈牙利，猶太畫家。[45]
- 戴維特·加布尼亞（英语：Davit Gabunia） Davit Gabunia（1982–），喬治亞，譯者、編劇、作家。[46]
- 瓦西爾·加萬列夫（英语：Vasil Garvanliev） Vasil Garvanliev（1984–），北馬其頓，歌手。[47]
- 雅庫布·揚克托 Jakub Jankto（1996–），捷克，足球運動員。[48]
- 芭芭拉·亞澤塞克 Barbara Jezeršek（英语：Barbara Jezeršek）（1986–），斯洛維尼亞，越野滑雪運動員。[49]
- ·諾維奇大公 Konstantin Konstantinovich（英语：Grand Duke Konstantin Konstantinovich of Russia） （1858–1915），俄羅斯帝國，皇室。[32]
- 卡瑞·柯瓦爾 Karel Kovář（英语：Kovy (Czech youtuber)）（1996–），捷克，Youtuber（Kovy）。[50]
- 米凱爾·庫茲明 Mikhail Kuzmin（英语：Mikhail Kuzmin）（1872–1936），俄國，小說家、詩人、音樂家。[28]
- 旺達·蘭多芙絲卡 Wanda Landowska（1879–1959），法國籍，波蘭猶太裔，音樂家。[51]
- 塔瑪拉·德·藍碧嘉 Tamara Łempicka（1898–1980），美國籍，波蘭，畫家。[52]
- 斯拉瓦·莫古汀 Slava Mogutin（英语：Slava Mogutin）（1974–），俄國（流亡美國），藝術家。[53]
- 布萊恩·莫澤第奇 Brane Mozetič（英语：Brane Mozetič）（1958–），斯洛維尼亞，詩人、作家。[54]
- 瑪蒂娜·娜拉提洛娃 Martina Navrátilová（1956–），美國籍，捷克，網球運動員。[2]
- 揚·內戈耶斯庫 Ion Negoițescu（英语：Ion Negoițescu）（1921–1993），羅馬尼亞，學者、詩人、小說家。[55]
- 翁德熱·內佩拉 Ondrej Nepela（1951–1989），斯洛伐克，花式滑冰運動員、帕斯堤（英语：HIV-positive people）。[56]
- 瓦斯拉夫·尼金斯基 Vaslav Nijinsky（1890–1950），俄國，波蘭裔，舞者。[57]
- 弗朗茨·诺普乔 Franz Nopcsa（1877–1933），匈牙利，貴族、探險家、古生物學和阿爾巴尼亞研究（英语：Albanology）學者。[42]
- 雅娜·诺沃特娜 Jana Novotná（1968–2017），捷克，女子職業網球運動員。[58]
- 魯道夫·紐瑞耶夫 Rudolf Nureyev（1938–1993），俄國（歸化奧地利），巴什基爾-韃靼人，舞者、帕斯堤（英语：HIV-positive people）。[2]
- 阿蒙·瓦尼安 Armen Ohanian（英语：Armen Ohanian）（1887–1976），亞美尼亞，舞者、演員。[59]
- 謝爾蓋·帕拉贊諾夫 Sergei Parajanov（1924–1990），蘇聯，亞美尼亞人，導演。[60]
- 蘇非亞·帕諾克 Sophia Parnok（英语：Sophia Parnok）（1885–1933），蘇聯，猶太人，詩人、記者、翻譯家。[61]
- 湯馬斯·維陶塔斯·拉斯克維丘斯（英语：Tomas Vytautas Raskevičius） Tomas Vytautas Raskevičius（1989–），立陶宛，政治人物（自由黨）。[62]
- 彼得·雷巴內（英语：Peeter Rebane） Peeter Rebane（1973–），愛沙尼亞，導演、企業家。[63]
- 路卡斯·里傑斯頓 Lukas Ridgeston（英语：Lukas Ridgeston）（1974–），斯洛伐克，GV男優、導演。[64]
- 瑪麗亞·舍里福維奇 Marija Šerifović（1984–），塞爾維亞，歌手。[61]
- 馬森·斯茲基耶斯基 Marcin Szczygielski（英语：Marcin Szczygielski）（1972–），波蘭，小說家、平面設計師。[65]
- 卡羅爾·席曼諾夫斯基 Karol Szymanowski（1882–1937），波蘭，音樂家。[66]
- 彼得·柴可夫斯基 Pyotr Tchaikovsky（1840–1893），俄國，音樂家。[28]
- 瑪琳娜·茨維塔耶娃 Marina Tsvetaeva（1892–1941），俄國，詩人、作家。[67]
- 塔內爾·維納（英语：Tanel Veenre） Tanel Veenre（1977–），愛沙尼亞，藝術家。[68]
- 費利克斯·尤蘇波夫 Felix Yusupov（1887–1967），俄羅斯帝國，韃靼族皇室。[69]
- 羅馬斯·扎巴羅斯卡斯（英语：Romas Zabarauskas） Romas Zabarauskas（1990–），立陶宛，導演。[70]
- 羅卡斯·日林斯卡斯 Rokas Žilinskas（1972–2017），立陶宛，政治人物（祖國聯盟－立陶宛基督教民主黨）、帕斯堤（英语：HIV-positive people）。[71]

## 北歐
- 薩拉·阿爾托 Saara Aalto（1987–），芬蘭，歌手、配音員。[72]
- 安徒生 Hans Christian Andersen（1805–1875），丹麥，作家、詩人。[73][74]
- 尼爾斯·阿斯瑟（英语：Nils Asther） Nils Asther（1897– 1981），瑞典（移民美國），好萊塢默劇演員。[75]
- 歐若拉 AURORA（1996–），挪威，歌手。[76][77]
- 卡琳·博耶 Karin Boye（1900–1941），瑞典，詩人、小說家。[78]
- 宇菲·額利貝克 Uffe Elbæk（1954– ），丹麥，政治人物（替代）。[79]
- 芒努斯·恩克爾 Magnus Enckell（1870–1925），芬蘭，畫家。[80]
- 佛列嘉·貝哈·艾瑞克森 Freja Beha Erichsen（1987–），丹麥，模特。[81]
- 喬納斯·嘉德爾（英语：Jonas Gardell） Jonas Gardell（1963–），瑞典，小說家、喜劇演員、編劇。[82]
- 佩卡·哈維斯托 Pekka Haavisto（1958–），芬蘭，政治人物（綠色聯盟）。[83]
- 艾頓·希臣 Anton Hysén（英语：Anton Hysén）（1990–），瑞典，足球運動員。[84]
- Tove Marika Jansson（1914–2001），芬蘭，插畫家、小說家，創作《嚕嚕米》系列。[85]
- 卡米拉·呂特·尤爾 Kamilla Rytter Juhl（1983–），丹麥，羽球運動員。[86]
- 雍希 Jónsi（英语：Jónsi）（1975–），冰島，歌手，後搖滾樂團席格若斯成員。[87]
- 芬蘭湯姆 Touko Laaksonen（1920–1991），芬蘭，男色藝術家。[88]
- 塞爾瑪·拉格洛夫 Selma Lagerlöf（1858–1940），瑞典，作家，1909年諾貝爾文學獎得主。[89]
- 比約恩·隆堡 Bjørn Lomborg（1965–），丹麥，學者。[90]
- 卡特婭·尼貝格 Katja Nyberg（1979–），挪威，手球運動員。[91]
- 托爾·林德哈特 Thure Frank Lindhardt（1974–），丹麥，演員。[92]
- 雷達爾·塞雷斯托涅米 Reidar Särestöniemi（1925–1981），芬蘭，畫家。[93]
- 索菲·奧克薩寧 Sofi Oksanen（1977–），芬蘭，小說家、編劇。[94]
- 斯萬特·帕博 Svante Pääbo（1955–），瑞典，學者。[95]
- 奧拉維·帕沃萊寧 Olavi Paavolainen（1903 – 1964），芬蘭，作家、詩人。[96]
- 安尼婭·帕爾松 Anja Pärson（1981–），瑞典，高山滑雪運動員。[97]
- 克里斯汀娜·彼德森 Christinna Pedersen（1986–），丹麥，羽球運動員。[86]
- 瑟倫·帕珀·波爾森 Søren Pape Poulsen（1971–），丹麥，政治人物（保守人民黨）。[98]
- 约翰娜·西于尔扎多蒂 Jóhanna Sigurðardóttir（1942–），冰島（聯盟－冰島社會民主黨），政治人物，前冰島內閣總理。[99]
- 亞里·韋伊科·西蘭派 Jari Veikko Sillanpää（1965–），瑞典籍，芬蘭裔，歌手。[100]
- 愛德華·艾夫·希倫（英语：Edward af Sillén） Edward af Sillén（1982– ），瑞典（巴西出生），巴西裔，編劇、導演。[101]
- 薇貝克·斯科芙特魯德 Vibeke Skofterud（1980–2018），挪威，越野滑雪運動員。[102]
- 尼爾斯-阿斯拉克·瓦爾凱亞帕 Nils-Aslak Valkeapää （1943–2001），芬蘭，薩米人，作家、音樂家、藝術家。[103]

## 西歐
- 喬·艾克萊 Joe Randolph Ackerley（英语：J. R. Ackerley）（1896–1967），英國，編輯。[2]
- 奧利·亞歷山大 Olly Alexander（1990–），英國，歌手、演員。[104]
- 菲利普親王 Philip, Prince of Eulenburg（1847–1921），德國，皇室、外交官。[105]
- 李察·阿米塔吉 Richard Armitage（1971–），英國，演員。[106]
- 加布里埃爾·阿塔爾 Gabriel Attal（1989–），法國，政治人物（復興黨）。[107]
- 喬納森·拜利 Jonathan Stuart Bailey（1988–），英國，演員。[108]
- 克里夫·巴克 Clive Barker（1952–），英國，小說家、導演。[109]
- 娜塔莉·克利福德·巴尼 Natalie Barney（1876–1972），法國，作家、沙龍女主人。[110]
- 约翰·巴洛曼 John Barrowman（1967–），英國，歌手、演員。[111]
- 羅蘭·巴特 Roland Barthes（1915–1980），法國，文學理論家、哲學家。[112]
- 西蒙·波娃 Simone de Beauvoir（1908–1986），法國，女性主義學者、小說家。[113]
- 查爾·范登堡 Charl Van Den Berg（英语：Charl Van Den Berg）（1981–2015），南非荷蘭裔，模特、餐館老闆，Mr Gay World 2010。[114]
- 皮埃爾·貝爾傑 Pierre Bergé（1930 –2017），法國，服裝設計師、聖羅蘭創辦人。[115]
- 格扎维埃·贝泰尔 Xavier Bettel（1973–），盧森堡，政治人物（民主党）、律師。[116]
- 狄·保加第 Dirk Bogarde（1921–1999），英國，演員、小說家、編劇。[117]
- 羅莎·博納爾 Rosa Bonheur（1822–1899），法國，畫家。[118]
- 大衛·鮑伊 David Bowie（1947–2016），英國，流行音樂歌手、演員。[119]
- 班傑明·布瑞頓 Benjamin Britten（1913–1976），英國，作曲家。[120]
- 約翰·布朗 John Browne（英语：John Browne, Baron Browne of Madingley）（1948–），英國，企業家。[121]
- 蓋伊·伯吉斯 Guy Francis de Moncy Burgess（1911–1963），英國（受蘇聯庇護），蘇聯間諜、外交官。[122]
- 西蒙·卡洛 Simon Phillip Hugh Callow（1949–） ，英國，演員。[123]
- 馬賽爾·卡爾內 Marcel Carné（1906–1996），法國，導演。[124]
- 愛德華·卡本特 Edward Carpenter（英语：Edward Carpenter）（1844–1929），英國，社運人士、學者、詩人，費邊社和社會民主聯盟黨（英语：Social Democratic Federation）成員。[28]
- 羅傑·凱斯門特 Roger Casement（英语：Roger Casement）（1864–1916），愛爾蘭，社運人士、外交官。[125]
- 卡爾一世 Karl I（1823–1891），符騰堡王室。[126]
- 尚·考克多 Jean Cocteau（1889–1963），法國，小說家、編劇、導演。[28]
- 基特·康納 Kit Connor（2004–），英國，演員。[127]
- 諾爾·寇威爾 Noël Coward（1899–1973），英國，歌手、演員、劇作家、作曲家。[128]
- 戈特弗雷德·馮·克拉姆（英语：Gottfried von Cramm） Gottfried von Cramm（1909–1976），德國，網球運動員。[129]
- 艾倫·康明 Alan Cumming（1965–），蘇格蘭（歸化美國），演員。[130]
- 約翰·庫利 John Anthony Curry（1949–1994），英國，花式滑冰運動員、帕斯堤（英语：HIV-positive people）。[131]
- 史蒂芬·戴爾卓 Stephen Daldry（1960–），英國，導演。[132]
- 湯姆·戴利 Thomas Robert Daley（1994–），英國，跳水運動員。[133]
- 傑克·丹尼爾斯 Jake Daniels（2005–），英國，足球運動員。[134]
- 丹茲克·魯迪 Rudi van Dantzig（英语：Rudi van Dantzig）（1933–2012），荷蘭，舞者。[135]
- 貝特朗·德拉諾埃 Bertrand Delanoë（1950–），法國，政治人物（社會黨），前巴黎市長。[136]
- 卡拉·迪樂芬妮 Cara Delevingne（1992–）英國，模特、演員。[137]
- 瑪琳·黛德麗 Marlene Dietrich（1901–1992），德國，演員。[138]
- 克里斯汀·迪奧 Christian Dior（1905–1957），法國，服裝設計師。[139]
- 尼可拉斯·伊登 Nicholas Eden, 2nd Earl of Avon（1930–1985），英國，軍官、政治人物（保守黨）、貴族、帕斯堤（英语：HIV-positive people），安東尼·伊登之子。[140]
- 羅倫·艾默里奇 Roland Emmerich（1955–），德國（長居美國），導演、編劇。[141]
- 布萊恩·愛普斯坦 Brian Epstein（1934–1967），英國，音樂經紀人。[142]
- 路克·伊凡斯 Luke Evans（1979–），英國，演員、歌手。[143]
- 賴納·華納·法斯賓德 Rainer Fassbinder（1945–1982），德國，導演。[2]
- 馬克·費海利 Markus Feehily（1980–），愛爾蘭，歌手，西城男孩樂團成員。[144]
- 愛德華·摩根·福斯特 E. M. Forster（1879–1970），英國，小說家。[28]
- Michel Foucault（1926–1984），法國，學者。[145]
- 萨曼莎·福克斯 Samantha Fox（1966–），英國，模特、歌手。[146]
- 尚-保羅·高緹耶 Jean Paul Gaultier（1952 –），法國，服裝設計師，前愛馬仕設計總監。[147]
- 让·热内 Jean Genet（1910–1986），法國，小說家、編劇、詩人。[28]
- 喬治王子 Prince George, Duke of Kent（1902–1942），英國，王室。[148][149]
- 安德烈·紀德 Andre Gide（1869–1951），法國，小說家，諾貝爾獎桂冠。[2]
- 威廉·馮·格魯登 Wilhelm von Gloeden（1856–1931），德國，攝影師。[150]
- 古斯塔夫·格倫根斯（英语：Gustaf Gründgens） Gustaf Gründgens（1899–1963），德國演員、導演。[151]
- 雷纳尔多·哈恩 Reynaldo Hahn（1874–1947），法國（委內瑞拉出生），德國猶太人及巴斯克裔，作曲家。[152]
- 漢斯·維爾納·亨策 Hans Werner Henze（1926–2012），德國，音樂家。[153]
- 馬格努斯·赫希菲爾德 Magnus Hirschfeld（1868–1935），德國，醫師、學者。[2]
- 湯瑪斯·希斯佩加 Thomas Hitzlsperger（1982–），德國，足球運動員。[154]
- 大衛·霍克尼 David Hockney（1937–），英國，畫家。[155]
- 吉伊·歐肯延姆（英语：Guy Hocquenghem） Guy Hocquenghem（1946–1988），法國，學者、作家、帕斯堤（英语：HIV-positive people）。[156]
- 鄧肯·詹姆斯 Duncan James（1978–），英國，歌手、演員、主持人。[157]
- 亨利·詹姆斯 Henry James（1843–1916），英國，小說家。[2]
- 德瑞克·賈曼 Derek Jarman（1942–1994），英國，導演、帕斯堤（英语：HIV-positive people）。[2]
- 羅伯·耶頓（英语：Rob Jetten） Rob Jetten（1987–），荷蘭，政治人物（民主66）。[158]
- 艾爾頓·強 Elton John（1947–），英國，歌手、音樂家。[2]
- 約翰·梅納德·凱因斯 John Keynes（1883–1946），英國，經濟學家。[159]
- 卡爾·拉格斐 Karl Lagerfeld（1933–2019），德國，服裝設計師、企業家，CHANEL頭號設計師。[160]
- 休·萊恩（英语：Hugh Laing） Hugh Laing（1911–1988），英國（出生於巴貝多，移民美國），芭蕾舞者，本名Hugh Morris Alleyne Skinner。[161]
- 湯瑪斯·愛德華·勞倫斯 T. E. Lawrence（1888–1935），英國，軍官、外交官，「阿拉伯的勞倫斯」。[28]
- 赫伯特·利斯特 Herbert List（英语：Herbert List）（1903–1975），德國，攝影師。[162]
- 菲莉妲·洛伊德 Phyllida Lloyd（1957–），英國，導演。[163]
- 喬·洛克 Joe Locke（2003–），英國，演員。[164]
- 路德維希二世 Ludwig II of Bavaria（1845–1886），巴伐利亞，國王（維特爾斯巴赫王朝）。[165][166]
- 克勞斯·曼 Klaus Mann（1906–1949），德國（移民美國），小說家，湯瑪斯·曼之子。[2]
- 湯瑪斯·曼 Thomas Mann（1875–1955），德國，小說家。[2]
- 尚·馬萊 Jean Marais（1913–1998），法國，演員、藝術家。[167]
- 科琳·毛赫 Corine Mauch（1960–），瑞士，政治人物（瑞士社會民主黨），蘇黎世市長。[168]
- 威廉·薩默塞特·毛姆 Somerset Maugham（1874–1965），英國，小說家、編劇。[169]
- 阿梅莉·茉莉絲摩 Amélie Mauresmo（1979–），法國，女子網球運動員。[170]
- 伊恩·麥克萊恩 Ian McKellen（1939–），英國，演員。[2]
- 亞歷山大·麥昆 Lee Alexander McQueen（1969–2010），英國，服裝設計師。[171]
- 喬治·麥可 George Michael（1963–2016），英國，希臘裔，歌手。[172]
- 傑米·米勒（英语：Jamie Miller (singer)） Jamie Miller（1997–），英國（移居美國），歌手。[173]
- 弗列德利希·穆瑙 Friedrich W. Murnau（1888–1931），德國（長居美國），導演。[174]
- 艾弗·諾韋洛 Ivor Novello（英语：Ivor Novello）（1893–1951），英國，演員、音樂家。[175]
- Laurence Olivier（1907–1989），英國，演員、導演。[176]
- 威爾弗雷德·歐文 Wilfred Owen（1893–1918），英國，詩人、軍人。[177]
- 法蘭索瓦·歐容 François Ozon（1967–），法國，導演、編劇。[178]
- 盧克·波拉德（英语：Luke Pollard） Luke Pollard（1980–），英國，政治人物（勞工與合作黨）。[179]
- 馬塞爾·普魯斯特 Marcel Proust（1871–1922），法國，意識流小說家。[2]
- 瑪莉·雷諾特 Mary Renault（1905–1983），英國，小說家。[28]
- 阿蒂爾·蘭波 Arthur Rimbaud（1854–1891），法國，超現實主義詩人。[28]
- 恩斯特·羅姆 Ernst Roehm（1887–1934），德國，衝鋒隊軍官。[2]
- Robbie Rogers（1987–），英國，足球運動員。[180]
- 艾利歐·迪賀波 Elio Di Rupo（1951–），比利時，政治人物（法語社會黨），前比利時首相。[181]
- 奧利佛·薩克斯 Oliver Sacks（1933–2015），英國，醫師、學者、作家。[182]
- 伊夫·聖羅蘭 Yves Saint Laurent（1936–2008），法國，服裝設計師，聖羅蘭（YSL）創辦人。[183]
- 拉夫·舒馬克 Ralf Schumacher（1975–），德國，賽車手。[184]
- 麥可·桑丁（英语：Michael Sundin） Michael Sundin（1961–1989），英國，主持人、演員、帕斯堤（英语：HIV-positive people）。[185][186]
- 約翰·史勒辛格 John Schlesinger（1926–2003），英國，導演、演員。[28]
- 讓·巴普蒂斯塔·馮·史懷哲（英语：Jean Baptista von Schweitzer） Jean Baptista von Schweitzer（1833–1875），德國，政治人物（全德工人聯合會）、貴族、詩人、編劇。[187]
- 安德魯·史考特 Andrew Scott（1976–），愛爾蘭，演員。[188]
- 山姆·史密斯 Sam Smith（1992–），英國，歌手。[189]
- 丹尼爾·譚米特 Daniel Tammet（1979– ），英國，自閉學者、作家。[190]
- 彼得·塔切爾（英语：Peter Tatchell） Peter Tatchell（1952–），英國（澳洲出生），記者、社運人士。[191]
- 羅素·托維 Russell Tovey（1981–），英國，演員。[192]
- 亨利·圖克 Henry Tuke（1858–1929），英國，畫家、攝影師。[2]
- 艾倫·圖靈 Alan Mathison Turing（1912–1954），英國，數學家，圖靈機構想者。[2]
- 李歐·瓦拉德卡 Leo Varadkar（1979–），愛爾蘭，政治人物（愛爾蘭統一黨），前愛爾蘭內閣總理。[193]
- 保爾·魏爾倫 Paul Verlaine（1844–1896），法國，詩人。[194]
- 休·沃波爾 Hugh Walpole（英语：Hugh Walpole）（1884–1941），英國，小說家。[195]
- 弗雷德里克·萬德雷斯 Frederic Wandres（1987–），德國，馬術運動員。[196]
- 詹姆斯·惠爾 James Whale（1889–1957），英國，導演、演員。[197]
- 班·維蕭 Ben Whishaw（1980–），英國，演員。[198]
- 奧斯卡·王爾德 Oscar Wilde（1854–1900），英國，詩人、小說家。[199]
- 路德維希·維根斯坦 Ludwig Wittgenstein（1889–1951），奧地利（歸化英國），哲學家。[28]
- 傑瑞米·沃夫登（英语：Jeremy Wolfenden） Jeremy John Le Mesurier Wolfenden（1934–1965），英國，英國間諜、記者。[200]
- 維吉尼亞·吳爾芙 Virginia Woolf（1882–1941），英國，小說家。[28]
- 克勞斯·沃維雷特 Klaus Wowereit（1953–），德國，政治人物（德國社會民主黨），前柏林市長。[136]
- 伊伦·伍斯特 （1986–），荷蘭，女子競速滑冰運動員。[201]
- 瑪格麗特·尤瑟娜 Marguerite Yourcenar（1903–1987），法國，小說家。[28]